# Witnektiran
De witnektiran (Xenopsaris albinucha) is een zangvogel uit de familie Tityridae.

## Verspreiding en leefgebied
Deze soort komt voor in het noorden van Zuid-Amerika en van Brazilië tot Argentinië. Er zijn ondersoorten:
- X. a. minor: Venezuela.
- X. a. albinucha: van oostelijk Brazilië tot noordoostelijk Argentinië.

## Status
De grootte van de populatie is niet gekwantificeerd maar de soort wordt omschreven als schaars en met een versnipperde verspreiding. Op de Rode lijst van de IUCN heeft deze soort de status niet bedreigd.